# Lloydminster
Lloydminster és una ciutat del Canadà que té la particularitat geogràfica inusual de trobar-se a cavall entre les fronteres provincials d'Alberta i Saskatchewan. A diferència de la majoria d'aquests casos (com Texarkana i Kansas City), Lloydminster no són un parell de ciutats bessones en costats oposats d'una frontera que només comparteixen el mateix nom, sinó que en realitat està incorporada a les dues províncies com una sola ciutat amb una sola administració municipal.

## Història
Amb la pretensió de ser un assentament utòpic exclusivament britànic centrat en la idea de la sobrietat, la ciutat va ser fundada el 1903 pels colons Barr, que van venir directament del Regne Unit. En aquell moment la zona era encara part dels Territoris del Nord-oest i la ciutat es trobava a cavall entre el Meridià Quart del Dominion Land Survey. Aquest meridià pretenia coincidir amb el meridià 110° de longitud oest encara que els mètodes de topografia imperfectes del temps el situaren a uns centenars de metres a l'oest d'aquesta longitud.
La ciutat va ser nomenada per George Lloyd (bisbe de Saskatchewan anglicà), un fort opositor a la immigració no-britànica al Canadà. Durant un viatge d'immigració gairebé desastrós, que va ser mal planejat i conduït, es va distingir amb els colons i va substituir el líder de la colònia Barr, Isaac Montgomery Barr durant el viatge dels colons a l'eventual assentament de la ciutat.
La ciutat es va desenvolupar ràpidament: pel 1904 hi havia una oficina de telègrafs, així com una església; en 1905 el Lloydminster Daily Times va començar a publicar-se i el primer tren va arribar el 28 de juliol.
Mentre l'estatut provincial d'algun tipus era vist com a inevitable en 1903, tothom s'esperava que amb el temps només es crearia una província en lloc de dos. Els colons no estaven al corrent de l'arrelada oposició del govern federal a la creació d'una sola província i, per tant, no tenien manera de saber que el Meridià Quatre era considerat el seu límit provincial futur. Si ho haguessin conegut, és molt poc probable que haguessin situat el nou assentament en la futura frontera.
Quan es van crear les províncies d'Alberta i Saskatchewan en 1905, el Meridià Quatre va ser seleccionat com a frontera, dividint en dos la ciutat. Agafats per sorpresa, els residents de Lloydminster sol·licitaren que es revisés la nova frontera per tal d'abastar tota la ciutat dins de Saskatchewan, sense èxit.
Durant el proper quart de segle Lloydminster romandre dues ciutats separades amb dues administracions municipals separades. Finalment el 1930 els governs provincials van acordar amalgamar els pobles en una sola ciutat sota jurisdicció compartida. Les províncies, de nou en forma conjunta, reincorporaren Lloydminster com a ciutat en 1958.
Commemorant el distintiu estatut bi-provincial de Lloydminster es va erigir l'any 1994 un monument que consta de quatre indicadors de mesurament de 100 peus prop del nucli central de la ciutat.
Encara que la majoria de la població de Lloydminster va viure una vegada a Saskatchewan, aquesta proporció s'ha invertit fa molt de temps; al cens del Canadà del 2011, gairebé dos terços de la població de la ciutat vivia a Alberta. En 2000, l'ajuntament i les oficines municipals es traslladaren de Saskatchewan a Alberta.
Des que els fundadors de Lloydminster estaven tractant de crear una utopia de societat temperada, l'alcohol no era disponible a Lloydminster durant els primers anys després de la seva fundació.

## Demografia
| 1906 | 1911 | 1916 | 1921 | 1926 | 1931 | 1936 | 1941 | 1946 | 1951 | 1956 | 1961 | 1966 | 1971 | 1976  | 1981  | 1986  | 1991  | 1996  | 2001  | 2006  | 2011  |
| ---- | ---- | ---- | ---- | ---- | ---- | ---- | ---- | ---- | ---- | ---- | ---- | ---- | ---- | ----- | ----- | ----- | ----- | ----- | ----- | ----- | ----- |
| 519  | 663  | 788  | 755  | 1247 | 1516 | 1420 | 1624 | 1833 | 3938 | 5077 | 5667 | 7071 | 8691 | 10311 | 15031 | 17356 | 17283 | 18953 | 20988 | 24028 | 27804 |

| Minories visibles i població aborigen | Minories visibles i població aborigen | Minories visibles i població aborigen | Minories visibles i població aborigen |
| Cens del 2006 del Canadà              | Cens del 2006 del Canadà              | Població                              | % de la població total                |
| ------------------------------------- | ------------------------------------- | ------------------------------------- | ------------------------------------- |
| Grup de minoria visible Font:         | Asiàtics meridionals                  | 120                                   | 0.5                                   |
| Grup de minoria visible Font:         | Xinesos                               | 120                                   | 0.5                                   |
| Grup de minoria visible Font:         | Negres                                | 70                                    | 0.3                                   |
| Grup de minoria visible Font:         | Filipins                              | 40                                    | 0.2                                   |
| Grup de minoria visible Font:         | Llatinoamericans                      | 80                                    | 0.3                                   |
| Grup de minoria visible Font:         | Asiàtics Orientals                    | 45                                    | 0.2                                   |
| Grup de minoria visible Font:         | Àrabs                                 | 30                                    | 0.1                                   |
| Grup de minoria visible Font:         | Asiàtics occidentals                  | 30                                    | 0.1                                   |
| Grup de minoria visible Font:         | Coreans                               | 20                                    | 0.1                                   |
| Grup de minoria visible Font:         | Japonesos                             | 30                                    | 0.1                                   |
| Grup de minoria visible Font:         | Minories visibles mixtes              | 10                                    | 0                                     |
| Grup de minoria visible Font:         | Altres                                | 0                                     | 0                                     |
| Total població minoria visible        | Total població minoria visible        | 590                                   | 2.5                                   |
| Grup Aborígens Font:                  | Primeres Nacions                      | 740                                   | 3.1                                   |
| Grup Aborígens Font:                  | Métis                                 | 1,205                                 | 5.1                                   |
| Grup Aborígens Font:                  | Inuit                                 | 10                                    | 0                                     |
| Total població aborígens              | Total població aborígens              | 1,980                                 | 8.3                                   |
| Blancs                                | Blancs                                | 21,185                                | 89.2                                  |
| Població total                        | Població total                        | 23,755                                | 100                                   |